# Avia BH-7
L'Avia BH-7 est un chasseur monoplan parasol tchécoslovaque de l'entre-deux-guerres. 

## Un chasseur expérimental
Répondant au même programme que le BH-6 avec lequel il partageait le fuselage, l’armement et le train d’atterrissage, ce monoplace construit entièrement en bois débuta ses essais au printemps 1923. Victime de deux accidents durant le programme d’essais, il fut abandonné assez rapidement. 

## Un avion de course
Avia ne désespérant pas de mettre au point son monoplace, il fut modifié en appareil de course en réduisant l'envergure de 1,4 m, en abaissant la voilure pour la poser directement sur la partie supérieure du fuselage et en utilisant un moteur suralimenté. Cet appareil fut baptisé Avia BH-7B, le chasseur devenant rétroactivement Avia BH-7A, mais n’eut pas plus de succès.